# Levana (deusa)
Na religião da Roma Antiga, Levana ("levantadora", do latim levare "levantar") era a deusa das crianças recém-nascidas. Seu nome vem da prática do levantamento da criança para fora do chão onde estava colocada, pela mãe da criança, para mostrar que ele oficialmente aceitava a criança como sua.
O poema da prosa de Thomas de Quincey Levana and Our Ladies of Sorrow começa com uma discussão do papel de Levana na religião romana.